# Louis Bourgeois
Louis of Loys Bourgeois  (Parijs, omstreeks 1510 - aldaar, na 1561) was een Franse componist en verleende zijn medewerking aan de totstandkoming van het Geneefse psalter.
Hij is een van de voornaamste bezorgers van melodieën voor de calvinistische psalmen van het midden van de 16de eeuw. Meestal wordt bovendien de protestantse lofzang, die in Engeland ook bekendstaat als de Oude Honderd, een van de meest vermaarde melodieën van het christendom, aan hem toegeschreven.

## Levensloop
Over zijn leven is vrijwel niets bekend. Zijn eerste bundel, enkele wereldlijke liederen, dateert van 1539 en werd in Lyon uitgegeven. Tegen 1545 ging hij naar Genève en werd daar, afgaand op de gegevens aangereikt door het stadsarchief, muziekleraar. In 1547 werd hem in Genève het poortersrecht toegekend. In hetzelfde jaar publiceerde hij vierstemmige psalmen.
In 1549 en 1550 werkte hij mee aan verzamelingen psalmmelodieën, waarvan de meeste teksten door Clement Marot en Théodore de Bèze waren berijmd. Voor onderzoekers stond de mate waarin hij componist was, bewerker of compilator, niet vast, tot een kopie van de lang verloren gewaande uitgave van het Geneefse psalter van 1551 in de bibliotheek van de Rutgers University werd ontdekt en vervolgens uitgegeven. In een "Avertissement" (een woord vooraf), gericht tot de lezer, verduidelijkt Bourgeois wat zijn voorgangers precies hadden gedaan, wat hij had veranderd en wat zijn eigen bijdragen waren. Hij is ontegensprekelijk een van de drie belangrijkste "componisten" van melodieën voor het Geneefse psalmboek.
Uiterlijk in 1545 werd hij cantor en zangmeester aan de Sint-Pieterskathedraal in Genève en in de stedelijke parochie Saint-Gervais. 
Op 3 december 1551 werd hij een dag lang in hechtenis genomen, omdat hij zonder vergunning de melodieën van gedrukte psalmen had aangepast. Op voorspraak van Johannes Calvijn werd hij vrijgelaten, maar de heisa bleef aanhouden: degenen die de melodieën al hadden aangeleerd, voelden de behoefte niet er nieuwe aan te leren, en het stadsbestuur besliste dat Bourgeois' zangaanwijzingen moesten worden verbrand omdat ze te verwarrend waren. Van een drie maanden durend verlof, dat hij aanwendde om psalmzettingen in Frankrijk in druk te bezorgen, keerde hij in 1552 niet meer naar Genève terug; hij werd "maître musicien" ("muziekmeester") in Lyon, waarheen zijn vrouw hem met enige afstand in de tijd naartoe volgde. Daar schreef hij nog een scheldtirade, gericht aan de uitgevers van Genève.
In 1560 trok hij weer naar Parijs, waar zijn dochter rooms-katholiek gedoopt werd. In 1560 publiceerde een Parijse uitgever een bundel met wereldlijke liederen van de componist, een genre dat hij in zijn Geneefse jaren nog als liederlijk had bestempeld. Er zijn uit de periode na 1560 geen gegevens over zijn leven bekend en een bron (1) vermeldt 1559 als jaar van overlijden.

## Muziek en invloed
Loys Bourgeois is de componist die het grootste aandeel had in het Geneefse psalter, het psalmboek dat het buiten het continent ook haalde als bron van hymnen van de Gereformeerde Kerk in Engeland en van de Pilgrims in Amerika. In de oorspronkelijke versie van Bourgeois is de muziek monofoon, wat overeenstemt met de voorschriften van Johannes Calvijn, die niet enkel het contrapunt afwees maar ook elke vorm van meerstemmige zang. Bourgeois bezorgde nochtans ook vierstemmige harmoniseringen die waren voorbehouden voor huiselijk gebruik. Vele vierstemmige zettingen zijn syllabisch en met akkoorden, een stijl die ook heden ten dage in verschillende protestantse kerken nog in gebruik is.
Van de melodieën van het Geneefse psalter zijn enkele ontleend aan wereldlijke liederen, andere zijn rechtstreeks ontleend aan het Straatsburgse psalter. De overige zijn nieuwe melodieën van de componisten Guillaume Franc, Loys Bourgeois en Pierre Davantès.